# 沖崎裕一郎
沖崎 裕一郎（おきざき ゆういいちろう、1984年11月10日 - ）は、日本の俳優・タレント。

## 来歴
- 2013年9月：喜界島観光物産協会公認ナビゲーター
- 2013年10月19日：『男の料理教室』M&EXPLOSIONチャンネル－レギュラー決定

## 出演

### テレビ番組
- 『男の料理教室』（2013年10月19日 - 、レギュラー出演）M&EXPLOSIONチャンネル
- TBS『水戸黄門』（2009年12月 - 、戸田氏定 役）
- NHK『コンカツリカツ』（2009年3月 - 、青木勇一 役）
- NTV『OLにっぽん』（2008年10月 - 、総務部社員 役）
- NHK『さんぷんまる』（2008年8月 - 、小倉優子の恋人 役）
- NTV『斉藤さん』（2008年1月 -

3月、高校生 役）

### テレビCM
- 東日本ハウス『スマートハウス』（2012年2月）
- ネイチャーウェイ『飲まなく茶』メインキャラクター（2012年3月）
- CX-INFO『ダヴな美』AD役　（2011年8月）
- 山武 azbil全館空調システム『きくばり』メインキャラクター（2010年10月）
- アートネイチャー『フロンティア編』（2009年7月）

### スチール
- 『三井住友銀行』広告モデル（2013年4月）

### WEB
- 『マイプレシャスカタログリスト』（2013年6月）